# Pro Urbe Miskolc
A Pro Urbe Miskolc („Miskolc városáért”) egy kitüntető cím, melyet Miskolc városa adományoz évente azoknak a személyeknek vagy közösségeknek (évente legfeljebb négynek), akik vagy amelyek „több éven keresztül kifejtett munkásságukkal, a gazdaság, a kutatás, a közigazgatás, a szolgáltatás, az egészségügy, a tudományok, a közoktatás, a környezetvédelem, a kultúra, a művészetek területén végzett tevékenységükkel kiemelkedő érdemeket szereztek a város fejlődésében”, illetve „akik a város értékeinek hazai és külhoni megismertetésében, valamint Miskolc kapcsolatainak gazdagításában elévülhetetlen érdemeket szereztek.” A kitüntetés plakettből, oklevélből és a város címerével ékesített arany pecsétgyűrűből áll.

## Eddigi díjazottak
- 1993 Deák Gábor pedagógus, református lelkész
- 1993 Kozák Imre gépészmérnök, egyetemi tanár
- 1993 Végvári Lajos művészettörténész
- 1994 Horváth István építész (posztumusz)
- 1994 Nagy Károly ügyész
- 1994 Novotni Zoltán jogász (posztumusz)
- 1994 Pásztor Ottóné pedagógus
- 1994 Prónay Gábor orvos
- 1995 Gál Károly hegedűművész
- 1995 Kálmán László pedagógus
- 1995 Kónya Károly Csaba orvos
- 1995 Kunt Ernő etnográfus, fotóművész (posztumusz)
- 1995 Stefán Frigyes pedagógus
- 1995 Szunyogh László orvos
- 1996 Adorján Imre orvos, az Avasi Arborétum alapítója
- 1996 Balázs József pedagógus
- 1996 Berkessy Sándor orvos
- 1996 Kovács László karmester
- 1997 Bodonyi Csaba építészmérnök
- 1997 Kiss János István orvos, mellkassebész
- 1997 Takács Márta pedagógus
- 1998 Heckenast Péter építész
- 1998 Mazsaroff Miklós festő, grafikus (posztumusz)
- 1998 Sír László zenekari igazgató
- 1999 Krisztik Pál építész
- 1999 Miskolci Egyetem
- 1999 Tarcsi Lajos kőfaragó
- 2000 Bogár Károly az 1956-os Munkástanács elnökhelyettese
- 2000 Herman Ottó Múzeum
- 2000 Záchár Géza esperes-kanonok
- 2001 Besenyei Lajos közgazdász
- 2001 Dobrik István művészettörténész, muzeológus
- 2001 Szabó Sándor református lelkész
- 2002 Peja Márta orvos
- 2002 Rácz Sándor orvos
- 2002 Újszászy László belgyógyász
- 2003 Boros Árpád
- 2003 Lukács Sándor színész, költő
- 2003 Rőczey Ferenc zongoratanár és Rőczey Ferencné hegedűtanár (megosztott)
- 2003 Sági Ilona ideggyógyász
- 2004 Csorba István kohómérnök
- 2004 Kaláka együttes
- 2004 Kamody Miklós postai főtanácsos, helytörténész
- 2004 Páczelt István gépészmérnök, egyetemi tanár
- 2005 Bekes Dezső újságíró
- 2005 Benkó Dixieland Band
- 2005 Loss Sándor egyetemi docens (posztumusz)
- 2005 Dézsi János építész (posztumusz)
- 2006 Dobos László a Miskolci Egyetem Továbbképzési Központ programvezetője
- 2006 Kabdebó Lóránt egyetemi tanár, nyugalmazott dékán, irodalomtörténész-professzor
- 2006 Selmeczi György zeneszerző
- 2006 Kincses Margit zongoraművész
- 2006 Vágó István újságíró
- 2007 Borkúti László ügyvezető igazgató
- 2007 Csepeli György egyetemi tanár
- 2007 Sidló László gyermek-háziorvos (posztumusz)
- 2007 Tóth László intézetigazgató egyetemi tanár
- 2008 Barna György vállalkozó, a Lézerpont Látványtár alapítója
- 2008 Farkas Gyula tanár, idegenvezető
- 2008 Kraitz Gusztáv szobrászművész
- 2008 Plesz Antal építészmérnök
- 2009 Bihall Tamás közgazdász, kamarai elnök
- 2009 Kelemen István városi főépítész (posztumusz)
- 2009 Lehotka Gábor orgonaművész, egyetemi tanár
- 2009 Radványi Gáspár osztályvezető főorvos, címzetes egyetemi docens
- 2010 Gyarmati Béla újságíró, nyugalmazott színházigazgató
- 2010 Kaján Tibor karikaturista, grafikus
- 2010 Mang Béla egyetemi docens, rektorhelyettes
- 2010 Veres László múzeumigazgató
- 2011 Csiba Gábor kórházigazgató
- 2011 Gonda Ferenc, a Filharmónia Kelet-Magyarország nyugalmazott igazgatója
- 2011 Pásztor Albert nyugalmazott rendőrkapitány
- 2011 Serfőző Simon költő
- 2013 Soós Ferenc nyugalmazott egyetemi adjunktus, aranydiplomás tanár, természetjáró
- 2014 Pataky Attila énekes, zenész
- 2015 Lehoczki László mentőcsoport vezető
- 2016 Koós János énekes, színész
- 2017 Bíró Tibor, a CineFest fesztiváligazgatója
- 2017 Juhász Hedvig, a Sanofi igazgatója
- 2017 Tantó Miklós gyógyszerész
- 2017 Jóna István, a Szinvavölgyi Néptáncegyüttes alapítója
- 2018 Barkóczi István üzletember
- 2018 Simkó Csaba, az Erzsébet Hospice Otthon osztályvezető főorvosa
- 2018 Raymond Lardellier, a miskolci Alliance Française igazgatója
- 2019 A Bartók Plusz Operafesztivál csapata
- 2019 Dr. Lovász Emese régész
- 2019 Fecske Csaba költő
- 2020 Papczun Ernő Ferenc boltvezető
- 2020 Péter Barnabás tanár
- 2020 Pfliegler Péter ex-alpolgármster
- 2021 Dr. Marija Nikolajeva
- 2021 Szimbiózis Alapítvány közössége
- 2021 Tánczos Tamás (posztumusz)
- 2022 Dr. Hajdú László
- 2022 Boros Antalné asztaliteniszező
- 2022 Csorba Piroska költő, író
- 2023 Németh Éva
- 2023 Drozsnyik István képzőművész
- 2023 Petránné Képes Gizella
- 2024 Dr. Karosi Tamás
- 2024 Kerényi László
- 2024 Dr. Török Lajos
- 2025 Rudolf Mihály Ferenc
- 2025 Dr. Várhelyi Krisztina